# Raising Genius
Pour plus de détails, voir Fiche technique et Distribution.
Raising Genius est un film américain réalisé par Linda Voorhees et Bess Wiley sorti en 2004.

## Fiche technique
- Titre : Raising Genius
- Réalisation : Linda Voorhees et Bess Wiley
- Scénario : Linda Voorhees
- Photographie : Chris W. Johnson et Mark Ritchie
- Montage : J. Bretton Truett et Bess Wiley
- Société de production : Bathroom Boy Productions
- Pays de production :  États-Unis
- Genre : Comédie dramatique
- Durée : 83 minutes
- Date de sortie : 
  - États-Unis : 10 mars 2004

## Distribution
- Justin Long : Hal Nestor
- Wendie Malick : Nancy Nestor
- Ed Begley Jr. : Dr. Curly Weeks
- Stephen Root : Dwight Nestor
- Danica McKellar : Lacy Baldwin
- Megan Cavanagh : Charlene Hobbs
- Mark DeCarlo : l'officier Hunter
- Tippi Hedren : Babe
- Clint Howard : M. Goss
- Sam Huntington : Bic
- Shirley Jones : tante Sis
- Joel David Moore : Rolf
- J. Bretton Truett : Dr. Van Heizen
- Travis Wester : Rudy